# Andrzej Supron
Andrzej Supron (Varsovia, Polonia, 22 de octubre de 1952) es un deportista polaco retirado especialista en lucha grecorromana donde llegó a ser subcampeón olímpico en Moscú 1980.

## Carrera deportiva
En los Juegos Olímpicos de 1980 celebrados en Moscú ganó la medalla de plata en lucha grecorromana de pesos de hasta 68 kg, tras el luchador rumano Ştefan Rusu (oro) y por delante del sueco Lars-Erik Skiöld (bronce).